# Warren Haynes

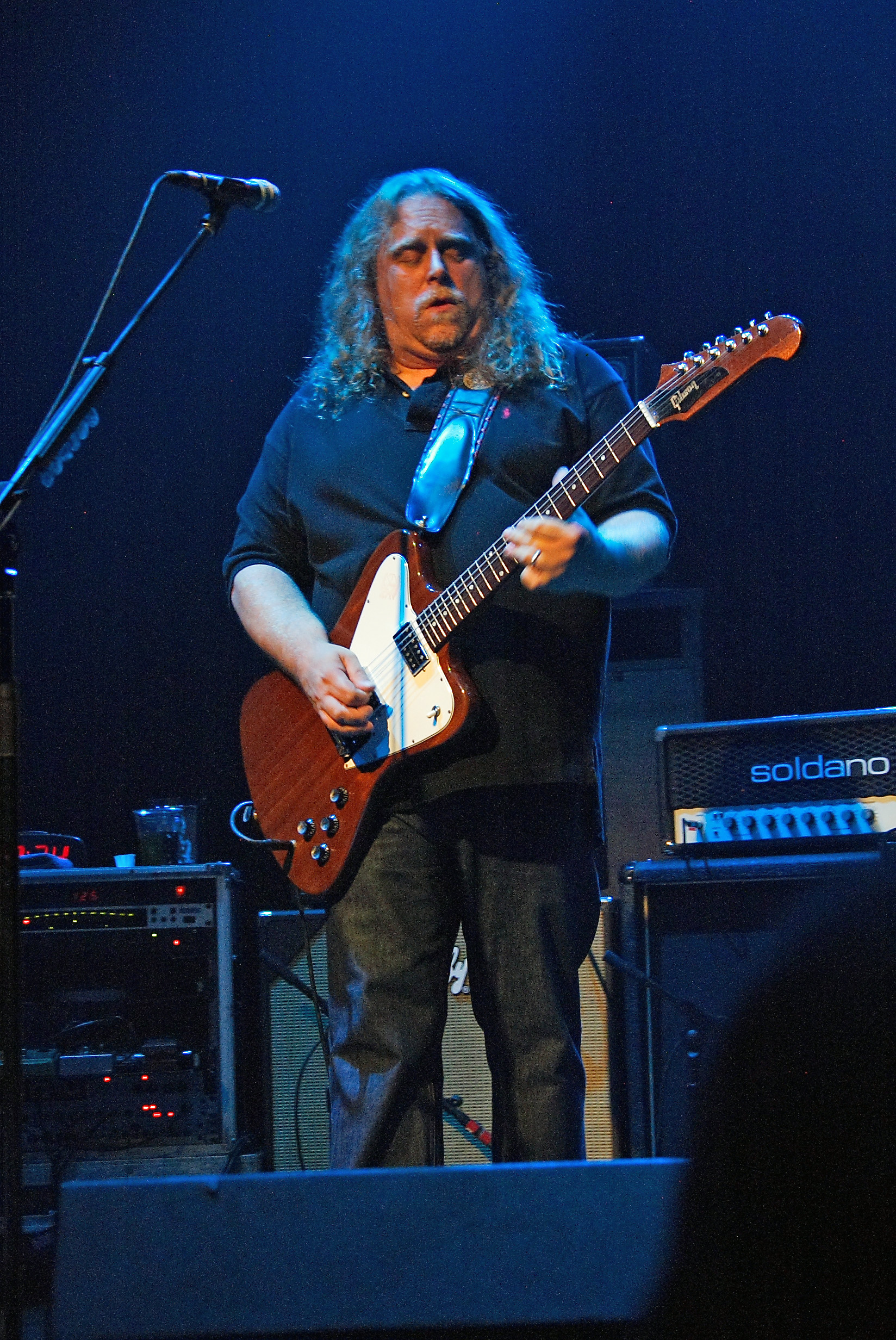
Warren Haynes live in 2008

Warren Haynes (Asheville, 6 april 1960) is een Amerikaanse rock- en bluesgitarist en singer-songwriter. Hij is actief als zanger/gitarist en bandleider van Gov't Mule en is al geruime tijd lid van de Allman Brothers Band. Ook treedt hij regelmatig op met The Dead waar hij de rol van Jerry Garcia op zich heeft genomen. Omdat hij graag met zo veel mogelijk gelijkgestemde zielen omgaat, is hij, zowel live als in de studio, een graag geziene gast bij een groot aantal artiesten. Ook brengt hij als soloartiest cd's uit, al wordt het onderscheid tussen solo- en bandwerk bij zijn optredens veelal losgelaten. Haynes heeft een eigen platenlabel Evil Teen Records en hij organiseert ieder jaar rond kerst het Christmas Jam festival waar hij bevriende muzikanten uitnodigt gezamenlijk te jammen of een soloset te spelen.
Warren begon op zijn twaalfde gitaar te spelen. Naast zanger en akoestisch- en elektrisch gitarist is Haynes ook schrijver van liedjes (zowel voor zichzelf als voor anderen). Zijn primaire gitaar is een Gibson Les Paul '58 Reissue (al speelt hij ook dikwijls op Gibson Firebird), in zijn keuze van een '58 is hij waarschijnlijk geïnspireerd door Duane Allman. 

## Trivia
- Amerikaanse gitaarbouwer Gibson heeft een Warren Haynes signature Les Paul in gelimiteerde oplage in zijn collectie opgenomen.

## Privéleven
Hij heeft zijn jeugd doorgebracht in zijn geboorteplaats Asheville (North Carolina), waar hij woonde met zijn twee oudere broers en zijn vader Edward Haynes. Haynes is getrouwd met Stefani Scamardo, een dj bij Sirius radio en sinds lange tijd manager van Gov't Mule.

## Discografie

### Solo
- Tales Of Ordinary Madness - 1993
- The Lone EP - 2003 (live)
- Live at Bonnaroo - 2004 (live)
- Man In Motion - 2011
- Ashes & Dust  - 2015

### Allman Brothers Band
- Seven Turns, 1990
- Shades of Two Worlds, 1991
- An Evening with the Allman Brothers Band: First Set, 1992 (live)
- Where It All Begins, 1994
- An Evening with the Allman Brothers Band: 2nd Set, 1995 (live)
- Hittin' the Note, 2003
- One Way Out, 2004 (live)

### Gov't Mule
- Gov't Mule, 1995
- Live at Roseland Ballroom, 1996
- Dose, 1998
- Live ... With A Little Help From Our Friends, 1998
- Life Before Insanity, 2000
- Wintertime Blues: The Benefit Concert, 2000
- The Deep End, Volume 1, 2001
- The Deep End, Volume 2, 2002
- The Deepest End, Live In Concert, 2003
- Deja Voodoo, 2004
- Mo' Voodoo (EP), 2005
- High & Mighty, 2006
- Mighty High, 2007
- Holy Haunted House, 2007 (Live)
- By a Thread, 2009
- Mulennium, 2010 (Live)
- Shout!, 2013
- Dark Side of the Mule, 2014
- Dub Side Of The Mule, 2015
- Sco-Mule, 2015
- The Tel Star Sessions, 2015
- Revolution Come...Revolution Go, 2017

### Phil Lesh& Friends
- There and Back Again - 2002

### Verdere samenwerkingen en gastoptredens

#### Dave Matthews Band
- Live at Piedmont Park
- The Central Park Concert

#### Garth Brooks
- No Fences, als schrijver van het nummer "Two of a Kind, Workin' on a Full House" - 1990

#### David Allan Coe
- Live - If That Ain't Country..., 1997 (live)

#### Corrosion of Conformity
- America's Volume Dealer - Stare Too Long - 2000

#### The Derek Trucks Band
- Already Free, als schrijver van het nummer "Back Where I Started" - 2009

#### Kevn Kinney
The Flower & The Knife - Producer, achtergrondzanger en gitarist op bijna alle nummers - 2000